# 尼崎市立南武庫之荘中学校
尼崎市立南武庫之荘中学校（あまがさきしりつ みなみむこのそうちゅうがっこう）は、兵庫県尼崎市南武庫之荘にある市立中学校。

## 沿革
- 1972年（昭和47年） - 開校。

## 教育目標
- 人間尊重の精神を育てる。
- 個性を伸ばし、主体的な態度を養う。
- 豊かな心、健康な体の育成を図る。
- 基礎･基本の定義を図る。

## 校訓
- 考える人になろう。
- 助けあう人になろう。
- たくましい人になろう。

## 部活動

### 運動部
- 野球部
- サッカー部
- バレーボール部
- バスケットボール部
- 女子ソフトテニス部
- 女子卓球部

### 文化部
- 吹奏楽部
- 美術部
- 放送部
- ESS部
- ボランティア部
- 手工芸部

## 著名な出身者
- 新涼平（ギタリスト・俳優）
- 元ほっちょんズ鈴昌（アーティスト）
- mooth de 画展 （LDサウンド）

## 通学区域が隣接している学校
- 尼崎市立武庫中学校
- 尼崎市立武庫東中学校
- 尼崎市立立花中学校
- 尼崎市立日新中学校
- 尼崎市立大庄北中学校
- 西宮市立深津中学校
- 西宮市立瓦木中学校